# Riba-svijeća
Riba-svijeća (Thaleichthys pacificus), vrsta malene ribe, srebrnaste boje, duge 15 do 25 cm, koja živi uz pacifičku obalu Sjeverne Amerike, osobito od rijeke Klamath u sjevernoj Kaliforniji do rijeke Nushagak u Aljaski. Riba-svijeća, nazivana i candlefish u engleskom jeziku svoje ime dobiva po tome što se od nje izrađivalo ulje, i bila je veoma značajan ulov plemenima Sjeverozapadne obale, Indijancima, Tlingit, Tsimshian i drugima, koji su njezinim kuhanjem dobivali ulje, a koristili su je i za hranu.
Mrijesti se u rano proljeće u potocima sjeverozapadne obale Sjeverne Amerike, kao što je rijeka Nass, gdje je svojim dolaskom izazivala prave seobe Tsimshian Indijanaca, kojima je najavljivala svršetak perioda zimske oskudice i dolazak lososa. Njezino visokocijenjeno ulje služilo je za rasvjetljavanje a trgovačkim putovima dolazila je sve do plemena s rijeke Fraser.

## Sinonimi
- Salmo pacificus Richardson, 1836
- Osmerus pacificus (Richardson, 1836)
- Thaleichthys stevensi Girard, 1858
- Osmerus albatrossis Jordan & Gilbert, 1898
- Lestidium parri Chapman, 1939

### FAOi vernakularni nazivi
- Cikeq, Alutiiq, Aljaska,
- Hooligan, Oolachon, Oolichan, Oulachon, Ulchen, etc.  Chinook, Kanada
- Candlefish, Oilfish, Small fish, engleski, Kanada, SAD
- Saaw, Haida, Kanada
- Haalmmoot, Haldm'oot, Wah, Tsimshian, Kanada[2]

## Vanjske poveznice
- Smelt (Eulachon, Oolichan, Candlefish, Hooligan)
- The Loss of Our Eulachon